# Museum TV
Museum TV est une chaîne de télévision française consacrée à l'art.

## Historique
La chaîne Purescreens Museum est lancée en décembre 2010 et est consacrée à la diffusion d'œuvres d'art en haute définition. Elle est à sa création, éditée par la SAS Purescreens, une société créée en 2007 qui édite également la chaîne Purescreens Nature,, distribuée sur la plateforme Free.
Son propriétaire rejoint en 2012 le groupe SECOM, détenteur des chaînes Télé Melody, myZen.tv et Grand Lille TV (devenue BFM Grand Lille). En juin 2013, la chaîne est renommée The Museum Channel avec une nouvelle programmation variée. La SAS Purescreens devient en 2014 la SAS Mediart.
Le 25 avril 2017,, la chaîne devient Museum en étant diffusée en exclusivité sur les offres Canal.
Museum TV devait quitter Canal+ le 31 décembre 2020, mais elle restera disponible jusqu'au 15 décembre 2021.
La chaîne est diffusée gratuitement sur la TV d'Orange depuis le 4 février 2021. Museum TV est disponible sur Bouygues Telecom depuis le 2 mars 2021 en 4K.
Le 3 juillet 2021, une déclinaison locale de la chaîne est lancée en Île-de-France sous le nom de Museum TV Paris, remplaçant ainsi ViàGrandParis. Cette déclinaison de Museum TV cesse ses programmes le 31 mars 2023 pour laisser place à la nouvelle chaîne francilienne Le Figaro TV IDF.
Le 15 novembre 2022, Museum TV bénéficie d'une diffusion sur les box SFR, sans toutefois être en clair. Elle est disponible dans le nouveau Bouquet Famille et Divertissement de SFR. À partir du 3 mars 2025, elle est disponible en clair dans le bouquet Power des box SFR, avec une version en 4K.

### Identité visuelle (logos)

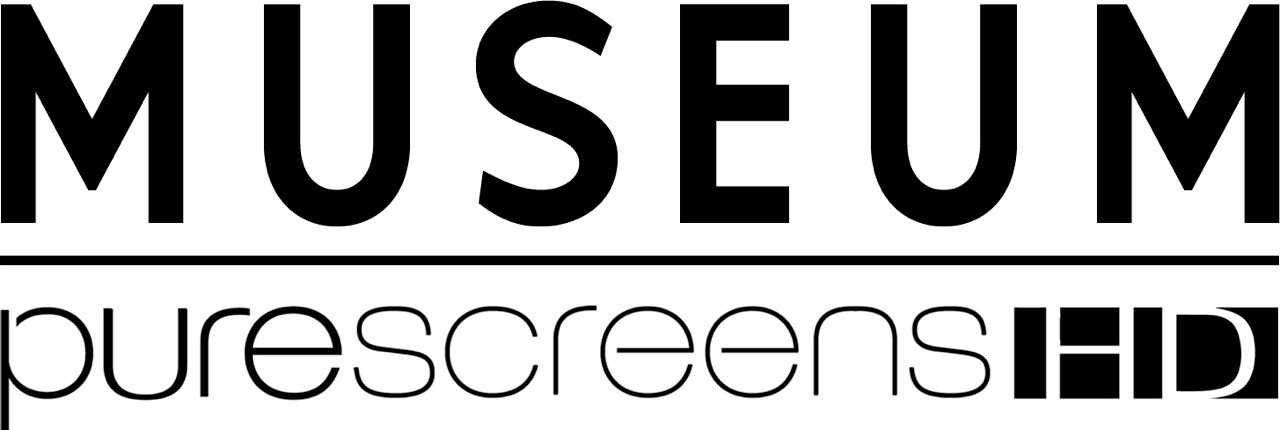
Logo de Museum Purescreens de décembre 2010 à juin 2013.
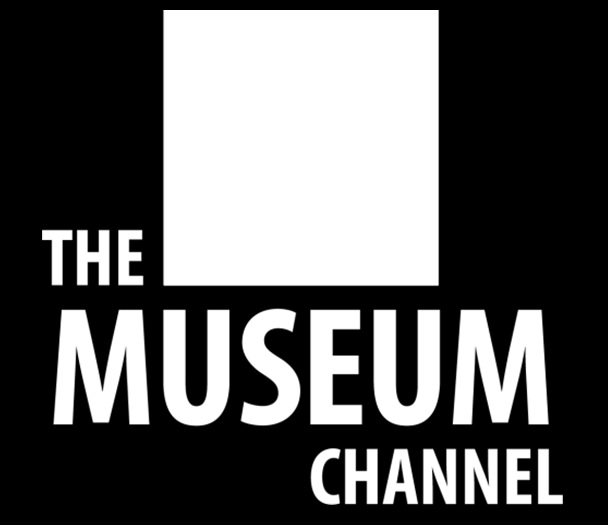
Ancien logo de Museum Channel de juin 2013 au 25 avril 2017.
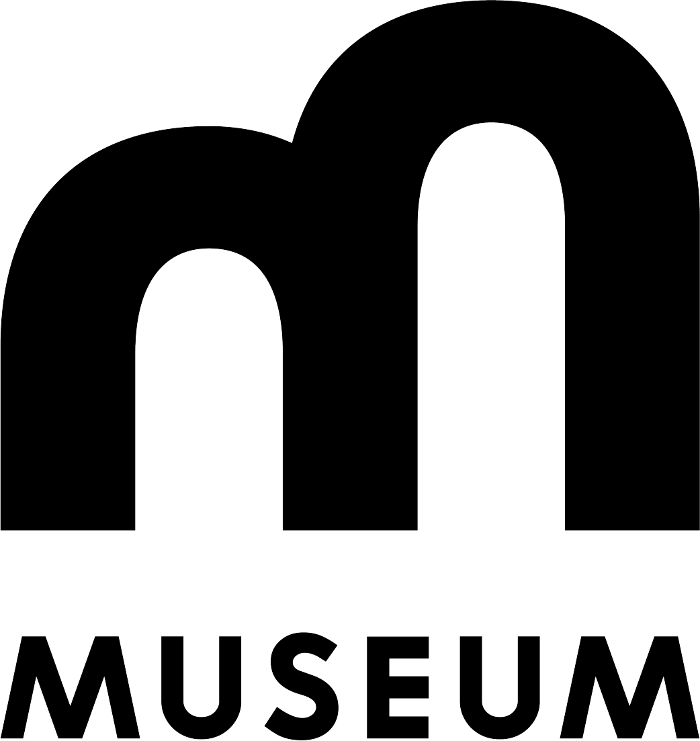
Ancien logo de Museum du 25 avril 2017 à juin 2020.
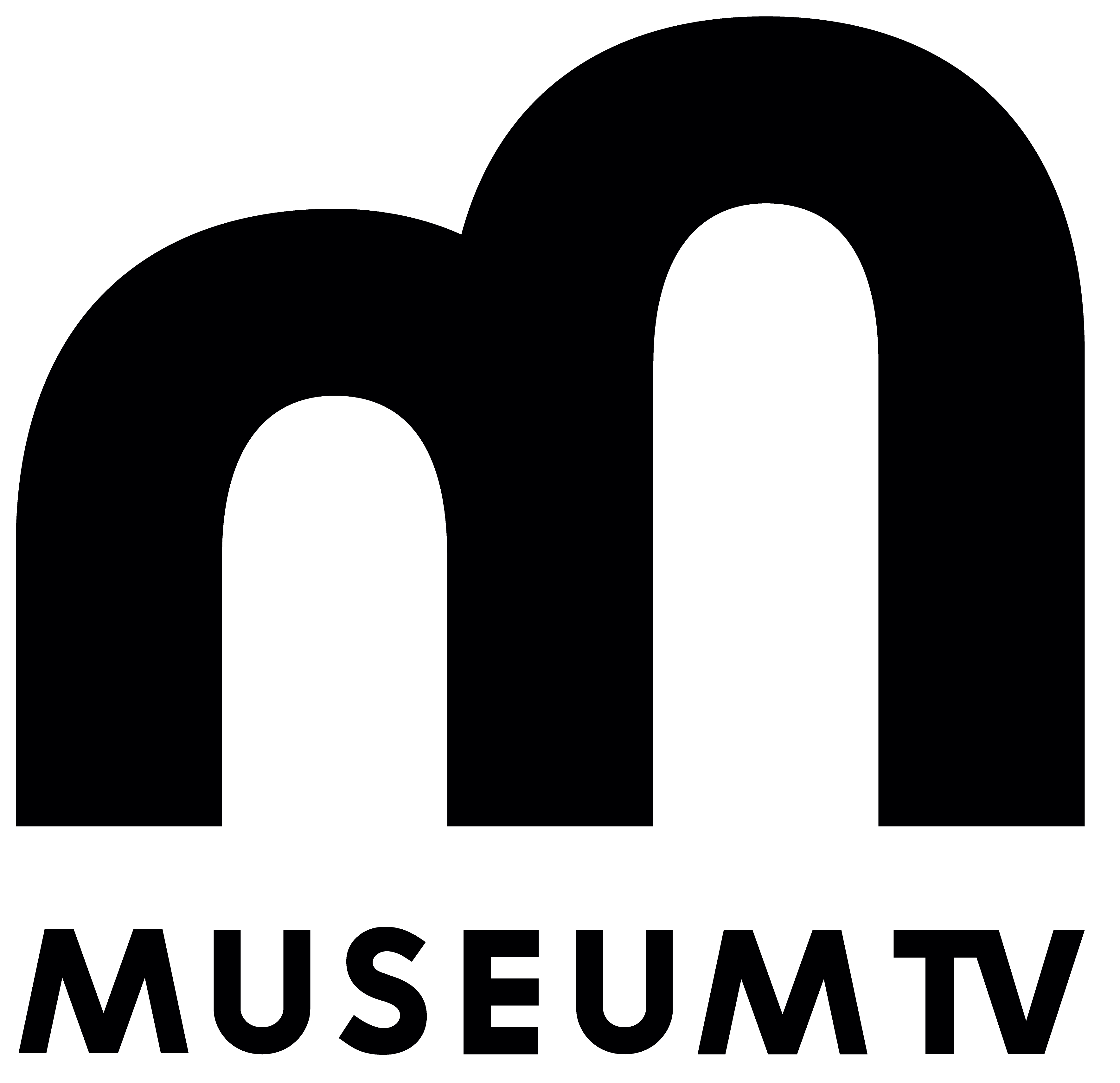
Logo de Museum TV depuis juin 2020.

## Dirigeants

### Présidents
- Géraud Alazard de 2010 à 2012[12]
- Bruno Lecluse depuis 2012

### Directeurs généraux
- Géraud Alazard de 2012 à 2013
- Vincent Charley de 2013[13]à 2017
- Sébastien Meyssan de 2017 à 2020
- Nela Pavlouskova depuis 2020

## Slogans
- 2010-2017: « Art has a new home. Yours. »
- Depuis 2017: « La chaîne de l'art. »

## Programmes
Cette chaîne a pour thématique le monde de l'art et des musées. Elle entend proposer au téléspectateur plusieurs types d'expositions virtuelles autour de peintures réalisées par de très grands peintres. Ainsi, certaines expositions consacrées aux musées présentent des œuvres exposées dans ces musées, tandis que d'autres expositions sont consacrées à certains grands noms de la peinture. Enfin, certaines expositions thématiques s'intéressent par exemple à l'Avant-garde russe ou aux femmes peintres célèbres.

Nouvelles émissions produites en 2016
- Ateliers d'Artistes : Produite en UltraHD, cette série d'épisodes de 13 minutes est consacrée aux ateliers d'artistes de renommée nationale et internationale (Claude Monet, Auguste Rodin, Antoine Bourdelle, Ossip Zadkine, Maurice Utrillo, Suzanne Valadon ) mais également d'artistes contemporains tels que Robert Combas, JonOne, Christian Lapie, Annette Messager, Geneviève Claisse, etc.)
- Trésors au Secret : Cette série s’intéresse aux trésors cachés de lieux connus ou méconnus. Le premier épisode est consacré à l'Assemblée nationale_(France), le 2e à la Fondation_Dosne-Thiers.
- Métiers d'art : Les caméras UltraHD sont allées dans divers ateliers d'arts dont ceux réunis autour de la fondation "Les_Grands_Ateliers_de_France"

Elle diffuse des expositions d'une durée de 20 minutes à une heure. On compte 4 types d’expositions différentes : 
- Within the Frame : diffusion d'expositions de 20 minutes présentant chacune 10 œuvres différentes basées sur un même thème, artiste ou musée agrémentées de commentaires audios.
- An Hour With : diffusion d'expositions d'une durée d'une heure présentant les œuvres d'un artiste en particulier
- Exhibition impossible : diffusion d'expositions de 20 minutes présentant chacune des œuvres basées sur un même thème, artiste ou musée accompagnées de musique.
- Masters and Composers : diffusion d'expositions présentant à chaque fois les œuvres d'un grand peintre accompagnées de musique d'un grand compositeur de la même époque que le peintre.

La chaine produit ses reportages avec les nouvelles normes Ultra HD pour répondre aux nouvelles normes de diffusion UHD. Une partie de ces programmes est proposée en Ultra HD sur le Canal 444 de l'opérateur Fransat.

Depuis  2017 :
- Beaux-Arts : Une programmation de documentaire sur l'histoire de l'art (de l'art classique à l'art contemporain)
- Art Pop : Rendez-vous consacré au Street-Art, Art corporel ou aux performances artistiques.
- Image : Programmation consacrée à la photographie et la vidéo artistiques.
- Archi & design : Rendez-vous aux documentaires consacrés à l'architecture et au design
- Sketchbook : Quatre artistes révèlent et confrontent leurs méthodes de dessin respectives.
- We are artists not Vandals : Un entretien d'une heure avec un artiste faisant de l'Art urbain.
- Une journée particulière : Le suivi d'un professionnel de l'art durant une journée importante pour son activité professionnelle : début d'une vente aux enchères, inauguration d'une exposition , etc.
- Quand je serai grand, je serai photographe: Une immersion durant une année dans le quotidien d'élèves d'une grande école de photographie.

Emissions courtes : 
- Art News : Reportage consacré à l'actualité culturelle sur les expositions du moment.
- Art Quiz : Jeu TV consacré à l'histoire de l'art en forme de Quiz.
- Art News Agenda : Agenda hebdomadaire sur les expositions actuelles.
- Les p'tits croquis : Un dessinateur présente en cinq minutes comment dessiner un thème précis : un coucher de soleil, un avion, un animal, etc.

## Diffusion
Museum TV poursuit son développement à l'international avec 2 départs en haute définition:
- Museum TV est diffusé en Français, Anglais et Russe
- Museum 4K est diffusé en Français, Anglais, Russe et Polonais.
- Museum HD est diffusé en Russe à destination des territoires russophones
- La chaîne Museum TV est diffusée dans les offres Canal+ et la TV d'Orange ainsi que sur la TV de SFR